# Erin Hunter

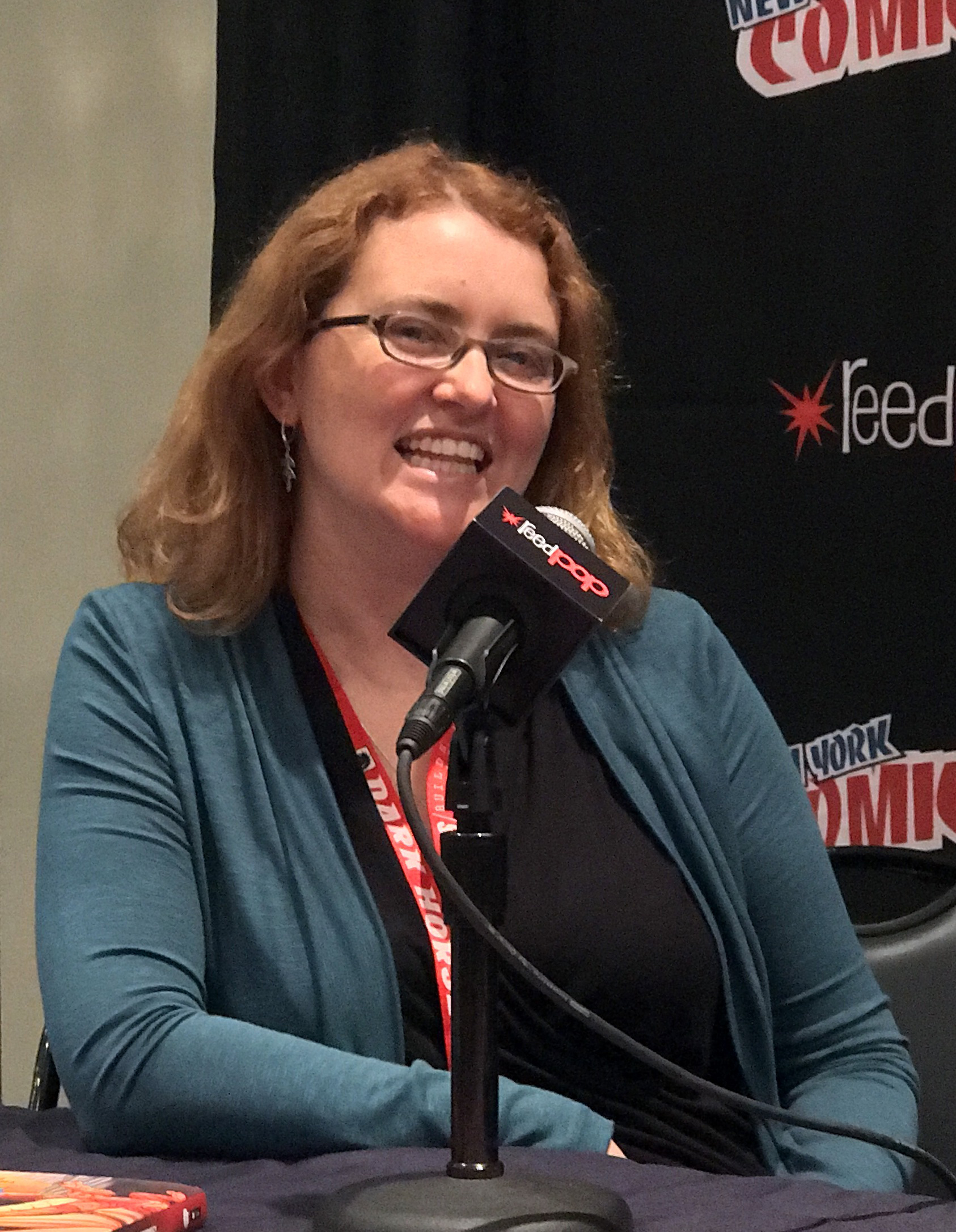
Tui Sutherland, jedna z autorek tworzących jako Erin Hunter

Erin Hunter – pseudonim, który przybrały cztery autorki książek – Kate Cary, Cherith Baldry, Victoria Holmes i Tui Sutherland, a na kwiecień 2021 to pseudonim używany przez siedem osób. Pod pseudonimem Erin Hunter wydano cykle fantasy „Wojownicy”, „Seekers”, „Sfora” oraz  „Bravelands”.

## Autorki
- Kate Cary (ur. 4 listopada 1967 w Anglii), przez 12 lat mieszkała w Szkocji, w 2004 r. wróciła do Anglii i zamieszkała w jej północnej części. Kate Cary napisała książki: „Ucieczka w dzicz”, „Ogień i Lód” i „Cisza przed Burzą” w pierwszej części serii Wojowników, „Świt” w drugiej serii oraz „Widzenie”, „Mroczną Rzekę”, „Wyrzutek”, „Zaćmienie” oraz „Długie Cienie” z trzeciej. Kate Cary jest również autorką serii „Bloodline”, opowiadającej o wampirze Draculi.
- Cherith Baldry (ur. 1947 w Lancaster[4]), studiowała w University of Manchester oraz St Anne’s College w Oxfordzie[5]. Wyszła za mąż za Petera Baldry i urodziła dwóch synów – Willa i Adama. Jest autorką „Lasu Tajemnic”, „Niebezpiecznej Ścieżki”, „Czarnej Godziny”, „Północy”, „Wschodu Księżyca”, „Blasku Gwiazd”, „Zmierzchu”, „Zachodu słońca” oraz „Misji Ognistej Gwiazdy”.
- Victoria Holmes, podobnie jak Cherith Baldry, studiowała na Oxfordzie. Jest edytorką książek i autorką powieści Rider in the Dark (2004), The Horse from the Sea (2005) i Heart of Fire (2006). Była główną autorką pierwszego zarysu większości powieści i dbała o spójność wszystkich książek do 2017 roku[6][7].

## Twórczość

### Wojownicy

Logo cyklu

Wojownicy to cykl powieści i komiksów autorstwa tzw. Erin Hunter, które opowiadają o pięciu klanach kotów, które wierzą w życie po śmierci. Koty te wierzą w Klan Gwiazdy, miejsce dla ich zmarłych przodków, a złe jednostki trafiają do odpowiedników piekła: Bezgwiezdnej Ziemi bądź Mrocznej Puszczy.

#### Główne serie
Cykl składa się z kilku głównych serii:
1. Warriors. The prophecies Begin – 6 książek napisanych w latach 2003-2004.
2. Wojownicy. Nowa Przepowiednia (ang. Warriors: The New Prophecy) – 6 książek w latach 2005-2007.
3. Wojownicy. Potęga Trójki (ang. Warriors: The Power of Three) – 6 książek w latach 2007-2009.
4. Wojownicy. Omen Gwiazd (ang. Warriors: Omen of the Stars) – 6 książek w latach 2009-2012.
5. Wojownicy. Świt Klanów (ang. Warriors: Dawn of the Clans) – 6 książek w latach 2013-2015.
6. Wojownicy. Mroczna Wizja (ang. Warriors: A Vision of Shadows) – 6 książek w latach 2016-2018.
7. Warriors: The Broken Code – 6 książek w latach 2019-2021.
8. Warriors: A Starless Clan – 6 książek w latach 2022-2024.
9. Warriors: Changing Skies – jedna książka w 2025.

#### Pomniejsze serie i powieści
Oprócz tego pojawiły pomniejsze serie i samodzielne opowieści:
1. Graystripe's Adventure:
  1. Zagubiony Wojownik (ang.The Lost Warrior) (USA 2007); polskie wyd. Nowa Baśń 2020;
  2. Klan W potrzebie (ang.Warrior’s Refuge) (USA zima 2007) ; polskie wyd. Nowa Baśń 2020;
  3. Powrót Wojownika (ang.Warrior’s Return) (USA wiosna 2008).
2. Bicz. Początek legendy. (ang. The Rise of Scourge) – USA 2008; polskie wydanie Nowa Baśń 2018.
3. Tigerstar and Sasha:
  1. Tygrysia Gwiazda i Sasza. Ucieczka w las. (ang.Tigerstar and Sasha: Into the Woods) – USA zima 2008; polskie wyd. Nowa Baśń 2018;
  2. Tygrysia Gwiazda i Sasza. Szukając Schronienia. (ang.Tigerstar and Sasha: Escape from the Forest) - USA 2009;
  3. Tigerstar and Sasha: Return to the Clans (USA lato 2009).
4. Wojownicy Ścieżka Kruczej Łapy (ang. Ravenpaw's Path):
  1. Shattered Peace (2010);
  2. A Clan in Need (2010);
  3. The Heart of a Warrior (2010).
5. SkyClan and the Stranger:
  1. The Rescue (2011);
  2. Beyond the Code (2015);
  3. After the Flood (2015).
6. A Shadow in RiverClan (2020).
7. Winds of Change (2021).
8. Exile from ShadowClan (2022).
9. A Thief In ThunderClan (2023).

#### Opowiadania i dodatki
Dodatkowo wydane zostały:
1. Kilkanaście tzw. super edycji. (ang. Super Editions).
2. Kilka przewodników.
3. Dwie sztuki:
  1. After Sunset: We Need to Talk (2007);
  2. Beyond the Code: Brightspirit's Mercy (2009).
4. Około 20 nowel i 4 krótkie opowiadania.

### Seekers
Seekers to kolejny cykl powieści dla dzieci wydana pod pseudonimem Erin Hunter. Książki opowiadają o przygodach czterech młodych niedźwiedzi szukających miejsca, gdzie mogą żyć w pokoju, bez ludzkiej ingerencji.
Cykl składa się z dwóch głównych, sześciotomowych serii, które zostały wydane oryginale między 2008 a 2016 rokiem:
1. Seekers: The Original Series:
  1. The Quest Begins (2008)
  2. Great Bear Lake (2009)
  3. Smoke Mountain (2009)
  4. The Last Wilderness (2010)
  5. Fire in the Sky (2010)
  6. Spirits in the Stars (2011)
2. Seekers: Return to the Wild:
  1. Island of Shadows (2012)
  2. The Melting Sea (2012)
  3. River of Lost Bears (2013)
  4. Forest of Wolves (2014)
  5. The Burning Horizon (2015)
  6. The Longest Day (2016)

Wydano również dodatkowe książki przypominające w stylu mangę:
1. Toklo's Story (2010)
2. Kallik's Adventure (2011)

### Sfora
Sfora (ang. Survivors) to kolejny cykl powieści dla dzieci i młodzieży napisany przez zespół autorek ukrywających się pod pseudonimem Erin Hunter. Opowiada o grupie byłych psów domowych, które po trzęsieniu ziemi tworzą watahę z pomocą Fuksa, samotnego psa.
Cykl składa się z dwóch sześciotomowych serii, a także trzech opowiadań:
1. Oryginalna seria:
  1. Opuszczone miasto (2012)
  2. Ukryty wróg (2013)
  3. W ciemność (2013)
  4. Przerwana wędrówka (2014)
  5. Bezkresne jezioro (2014)
  6. Nawałnica psów (2015)
2. Czas mroku:
  1. Rozłam (2015)
  2. Głęboka noc (2016)
  3. W cieniu podejrzeń (2017)
  4. Czerwony księżyc (2017)
  5. Podróż wygnańca (2018)
  6. Decydujące starcie (2019)
3. Nowele:
  1. Opowieść Alfy (2014)
  2. Podróż Słodkiej (2015)
  3. Wybór Luny (2015)

### Bravelands
1. Bravelands
  1. Broken Pride (2017)
  2. Code of Honor (2018)
  3. Blood and Bone (2018)
  4. Shifting Shadows (2019)
  5. The Spirit Eaters (2020)
  6. Oathkeeper (2020)
2. Bravelands: Curse of the Sandtongues
  1. Shadows on the Mountain (2021)
  2. The Venom Spreads (2022)
  3. Blood on the Plains (2022)
3. Bravelands: Thunder on the Plains
  1. The Shattered Horn (2023)
  2. Breakers of the Code (2024)
  3. Realm of Lost Spirits (2024)

### Bamboo Kingdom
1. Ocaleni z potopu (ang. Creatures of the Flood) (2021)
2. Rzeka sekretów (ang. River of Secrets) (2022)
3. Wyprawa do Smoczej Góry (ang. Journey to the Dragon Mountain) (2023)
4. Mroczne słońce (ang. The Dark Sun) (2023)
5. The Lightning Path (2024)
6. Fire and Ash (2025)